# Campanha presidencial de Cory Booker em 2020

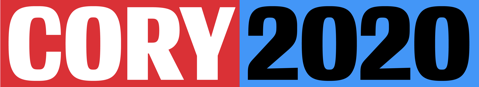
O logotipo da campanha

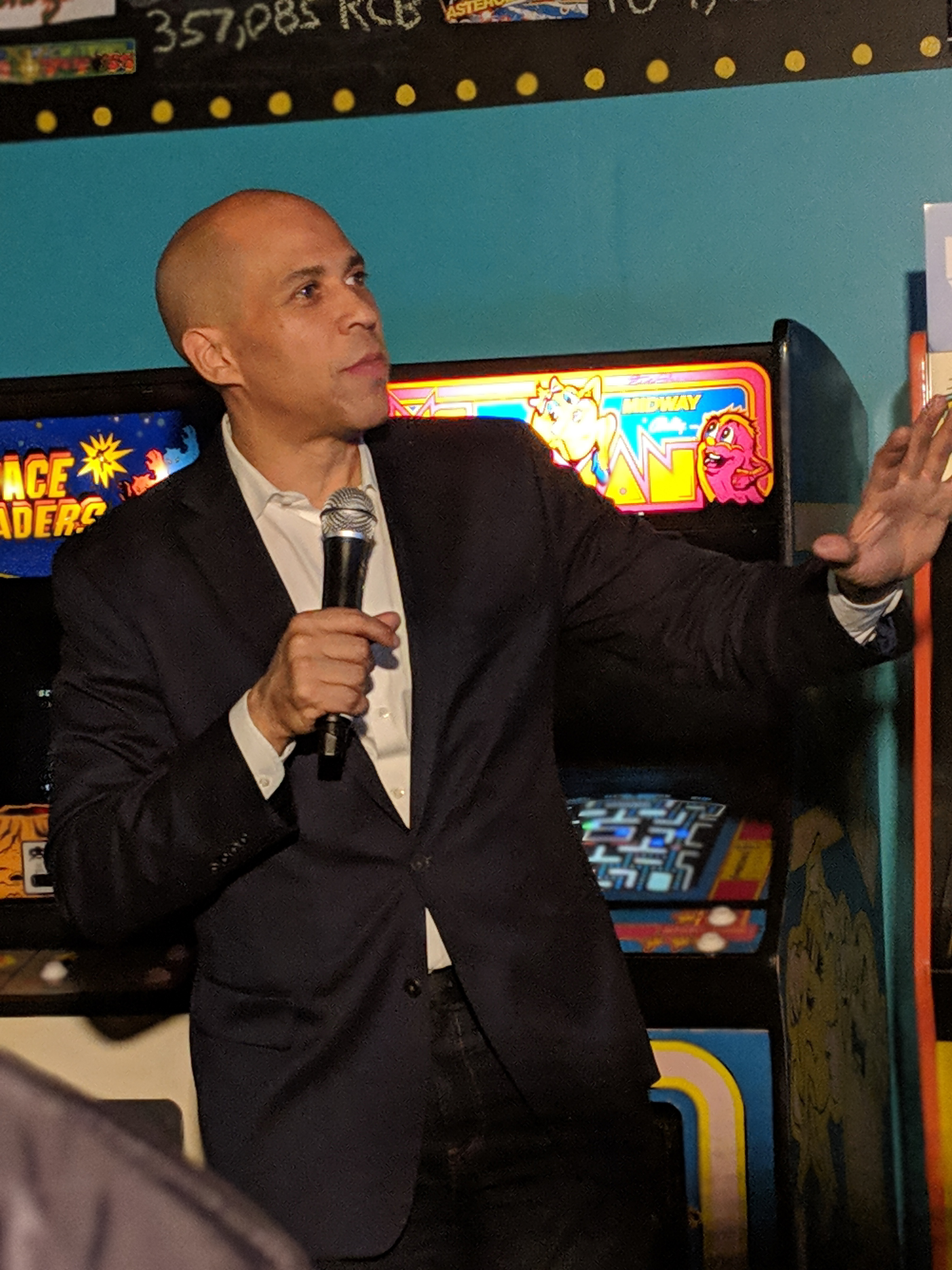
Booker em Nova Hampshire. Este lugar é de grande importância estratégica. É onde começa o primeiro voto eleitoral (primário) dentro do Partido Democrata.

A Campanha presidencial de Cory Booker em 2020 foi anunciada numa sexta-feira, em 1 de fevereiro de 2019, para as eleições de 2020. Booker já era cotado como um dos principais candidatos a Presidência dos Estados Unidos pelo Partido Democrata. Se eleito, ele será um raro celibatário presidente, porque todos os presidentes são casados desde 1886.
De acordo com uma pesquisa realizada em novembro de 2019, se os eleitores da Wisconsin puderem escolher Booker ou o presidente em exercício, ele venceria (Booker 45% Trump 44%). Booker saiu da corrida em 13 de janeiro de 2020.

## Endosso

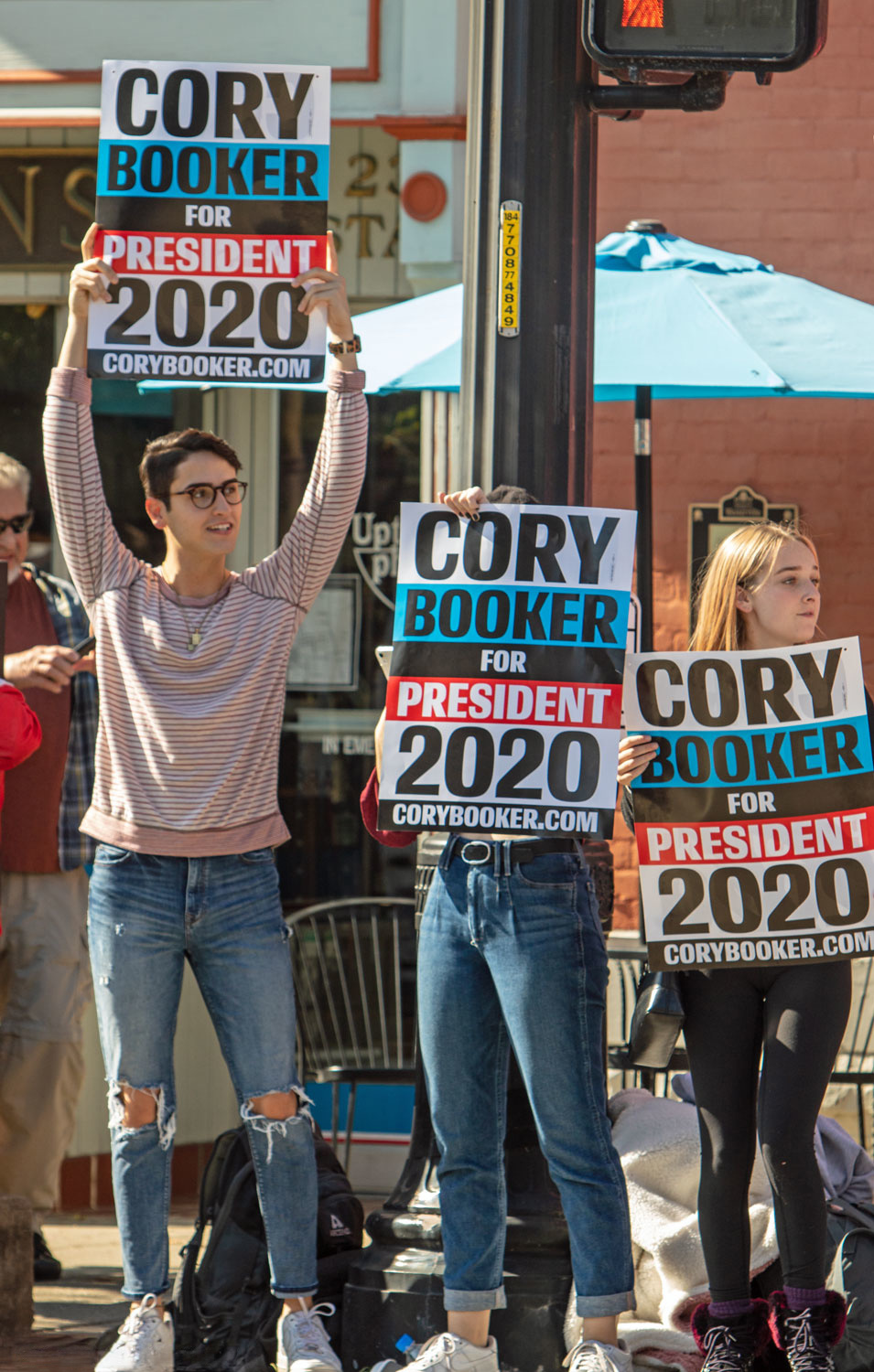
Outubro 2019

- Robert Menendez[9]
- Phil Murphy[10]
- Brian M. Hughes[11]
- Jimmy Carter[12][13][14][15]
- Rosario Dawson[16] - Atriz
- Bon Jovi[17] - Cantor

## Paradeiro
| 2019      | Localização |
| --------- | --- |
| Fevereiro | Capitol Hill · Waterloo · Marshalltown · Mason City · Des Moines · Cedar Rapids · Iowa City · Denmark · Winnsboro · Manchester · Exeter · Portsmouth · Concord · North Conway · Nashua · Vegas |
| Dezembro  | Colúmbia_(Carolina_do_Sul) |